# Кантен Дольмер
Канте́н Дольме́р (фр. Quentin Dolmaire; нар. 18 лютого 1994, Франція) — французький актор.

## Біографія
Кантен Дормель здобував вищу освіту в царині фізики, але полишив це заняття задля навчання акторській майстерності на курсах Симона. У 2015 році отримав головну роль у фільмі Арно Деплешена «Три спогади моєї юності», де втілив образ Поля Дедалю у пізньому підлітковому віці, якого дорослого грає Матьє Амальрік. У січні 2016 році Дормеля було номіновано як Найперспективнішого актора на здобуття французької національної кінопремії «Сезар».

## Фільмографія
| Рік  | Українська назва        | Оригінальна назва              | Роль        |
| ---- | ----------------------- | ------------------------------ | ----------- |
| 2015 | Три спогади моєї юності | Trois souvenirs de ma jeunesse | Поль Дедалю |
| 2017 | Поцілунок Беатріс       | Sage Femme                     | Симон       |
| 2017 | Молодий Годар           | Redoubtable                    | Поль        |
| 2019 | Синоніми                | Synonymes                      | Еміль       |

## Визнання
| Рік             | Категорія/Нагорода       | Фільм                   | Результат | Результат |
| --------------- | ------------------------ | ----------------------- | --------- | --------- |
| Премія «Люм'єр» |                          |                         |           |           |
| 2016            | Найкращий молодий актор  | Три спогади моєї юності | Перемога  |           |
| Премія «Сезар»  |                          |                         |           |           |
| 2016            | Найперспективніший актор | Три спогади моєї юності | Номінація |           |